# Verlaine (Bélgica)
Verlaine es una comuna de la región de Valonia, en la provincia de Lieja, Bélgica. A 1 de enero de 2019 tenía una población estimada de 4228 habitantes.
Se encuentra ubicada al sureste del país en la región de Hesbaye.

## Secciones del municipio
El municipio comprende los antiguos municipios, que se fusionaron en 1977:
| - Verlaine - Bodegnée - Chapon-Seraing - Seraing-le-Château |

## Demografía

### Evolución
Todos los datos históricos relativos al actual municipio, el siguiente gráfico refleja su evolución demográfica, incluyendo municipios después de efectuada la fusión el 1 de enero de 1977.
| Gráfica de evolución demográfica de Verlaine entre 1846 y 2019 |
|                                                                |